# 44 minuts de pànic
44 minuts de pànic (44 Minuts: The North Hollywood Shoot-Out) és un telefilm estatunidenc dirigit per Yves Simone i difós l'any 2003. Relata el tiroteig de North Hollywood que va tenir lloc el 28 de febrer de 1997. Ha estat doblada al català.

## Argument
1997: L'atac a una agència del Bank of America del districte de North Hollywood, a Los Angeles. Reagrupant els hostatges en un racó de l'agència, dos atracadors recullen la suma de 303.305 dòlars. Una persona que passava prop de l'agència assisteix al robatori en curs i ho assenyala a un cotxe de policia que dona l'alerta. Així, Phillips i Matasareanu estaven armats de pistoles però sobretot de fusells d'assalt (AKM romanesos i HK 91HA3 adquirits i modificats il·legalment (per poder disparar ràfegues), portaven armilles anti-bales cobrint el pit així com proteccions de Kevlar fetes a casa per protegir els seus braços i les seves cames.
El duo d'atracadors surten del banc armats i es troben enfront d'agents de policia que han vingut a verificar la situació quan comença el tiroteig.
Finalment, arriben 370 policies del LAPD (SWAT Team inclòs). Els sospitosos disparen aproximadament 1500 cartutxos, fent d'aquest tiroteig un dels més violents de la història de la policia americana. És narrat des del punt de vista de dos testimonis, d'agents de policia, d'un inspector de policia i d'un membre del SWAT.

## Repartiment
- Michael Madsen: Frank McGregor
- Ron Livingston: Donnie Anderson
- Ray Baker: Harris
- Douglas Spain: Bobby Martinez
- Andrew Bryniarski: Larry Eugene Phillips Jr.
- Oleg Taktarov: Emil Mătăsăreanu
- Clare Carey: la dona de Frank
- Alex Meneses: Nicole
- Dale Dye: el tinent del SWAT
- Katrina Law: Kate
- J.E. Freeman: comandant de policia
- Mario Van Peebles: Henry Jones
- Jullian Dulce Vida: Luis Rivera
- Alex Madison: Maria
- JoNell Kennedy: Cathy
- Jay Underwood: M. Entertainment

## Producció
El rodatge s'ha desenrotllat a la Habra i Los Angeles.

## Nominacions
- Premis Eddie 2004: millor muntatge per a una mini-sèrie
- Premis Creative Arts Primetime Emmy 2004: millor muntatge i millor mix de so per a una mini-sèrie
- Premis Golden Reel 2004: millor mix de so per a un telefilm